# Kurt Meyer
Kurt Meyer apelidado de Panzermeyer (Jerxheim, 23 de dezembro de 1910 — Hagen, 23 de dezembro de 1961) foi um oficial alemão da Waffen-SS que serviu durante a Segunda Guerra Mundial, condecorado com a Cruz de Cavaleiro da Cruz de Ferro. Atou em diversas batalhas como a Invasão da França, Operação Barbarossa e Batalha da Normandia. Após as hostilidades, foi julgado por crimes de guerra.

## Carreira na SS

### Antes da guerra
Meyer juntou-se ao NSDAP em 1 de setembro de 1930, dois anos e quatro meses antes de Adolf Hitler se tornar Chanceler da Alemanha. Ele então se candidatou sua adesão à Schutzstaffel, comandada por Heinrich Himmler. Ele foi aceito em 15 de outubro de 1931, seu primeiro cargo a ser na 22. SS-Standarte baseada na cidade de Schwerin. Meyer foi promovido como um SS-Untersturmführer (2 º Tenente), em 1932. Em maio de 1934, ele foi transferido para a unidade de maior prestígio da SS, a Leibstandarte SS Adolf Hitler (LSSAH). Em setembro de 1936, Meyer foi novamente promovido, desta vez para SS-Obersturmführer (1 º Tenente), e também assumiu o comando da unidade LSSAH antitanque 14. Panzerabwehrkompanie. Meyer e a LSSAH participaram pacificamente na anexação da Áustria como parte do XVI. Armeekorps e, mais tarde, sob o general Heinz Guderian, na ocupação da Tchecoslováquia.

### Campanhas na Polônia, França e Países Baixos
Embora o comando de uma companhia estática antitanque não era o ideal de Meyer, seu desempenho chamou a atenção positiva durante a Fall Weiß, a invasão da Polônia. O LSSAH foi relacionado ao Heeresgruppe Süd comandado pelo general Gerd von Rundstedt durante a campanha. Ele foi baleado no ombro em 7 de setembro de 1939. Apesar disso, Meyer continuou a comandar a companhia antitanque e recebeu a Cruz de Ferro, de segunda classe, em 25 de setembro de 1939.
Depois da campanha na Polônia, Meyer solicitou um comando mais móvel. Ele recebeu a Companhia de Motocicletas de Reconhecimento da LSSAH (15 Kradschützenkompanie). Ele levou as motociclistas da LSSAH na invasão da França e dos Países Baixos. A comandar os pelotões 1 º e 2 eram seus futuros camaradas Hugo Kraas e Max Wünsche. A LSSAH era comandada pela XVI. Armeekorps do general Gustav Anton von Wietersheim. Durante esta campanha, Meyer foi premiado com a Cruz de Ferro, primeira classe.

### Os Balcãs e a Grécia
Após a Campanha Ocidental, a 15 Kradschützenkompanie foi reorganizada no Batalhão de Reconhecimento Aufklärungsabteilung da LSSAH e Meyer foi promovido a SS-Sturmbannführer (Major).
A invasão malsucedida de Benito Mussolini da Grécia resultou na Operação Barbarossa sendo adiada, e as forças alemãs foram levadas a atacar as forças iugoslavas as forças gregas. Meyer foi encarregado de atacar os Corpos Gregos III, que estavam se retirando da Albânia. O batalhão de Meyer teve que entrar no formidável Passo Kleisoura, ir ao Lago Orestiada e venceu as forças gregas baseadas na cidade de Castória.
O ataque começou em 13 de abril, mas no dia seguinte, o ataque tinha parado diante da forte resistência no Passo Kleisoura, perto da cidade de Werjes. A divisão grega 20 ficou bem entrincheirada em ambos os lados da cidade e as alturas que fazem fronteira com o passe em si. Meyer organizou seu batalhão em três grupos de assalto, liderada por ele mesmo, Kraas e Wünsche. Por meio da tarde, a cidade e alturas tinham sido apanhadas e o caminho para Castória estava aberto. A batalha para as alturas rendeu 600 presos - todos para a perda de apenas um oficial e seis homens mortos, um oficial e 17 feridos. No dia 16, o batalhão de Meyer penetrou por trás das linhas gregas e assaltaram Castória a partir do sul, com a captura de mais 1 100 prisioneiros. Para essas ações, Meyer foi premiado com a Cruz de Cavaleiro da Cruz de Ferro em 18 de maio de 1941.

### Operação Barbarossa
Meyer e seu batalhão participou da Operação Barbarossa em junho de 1941 como parte do Heeresgruppe Süd. Por causa de suas rápidas ações relâmpago durante esta campanha ganhou o apelido de "Der schnelle Meyer" (Rápido Meyer). Meyer ordenou literalmente à seus homens para "carregar as armas", o que resultou não só na captação de Mariupol, no Mar Negro, mas também praticamente uma inteira divisão soviética. Este foi um exemplo típico do estilo Meyer de comandar: ousado e corajoso (Meyer estava sempre na frente de seus assaltos), embora também talvez imprudente.
Em outubro, Meyer ficou doente e repassou o comando para Hugo Kraas. Depois de convalescente com sua esposa em Berlim, ele voltou à ativa em janeiro de 1942. Logo após o retorno, ele foi condecorado com a Cruz Germânica em ouro por bravura em combate.

### Carcóvia e a Divisão Hitlerjugend

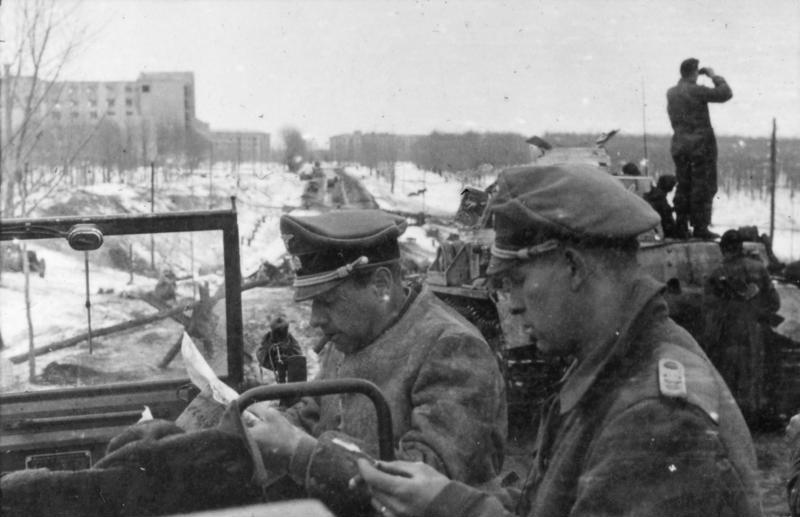
Fritz Witt (esquerda) e Kurt Meyer (direita) em Carcóvia em março de 1943.

No retorno de Meyer, a LSSAH tinha sido transformada em SS-Panzergrenadier Division-SS Leibstandarte Adolf Hitler. Após a II Corpo Panzer SS se retirar de Carcóvia, o general Paul Hausser ordenou a sua recaptura. Ansioso para recuperar seu prestígio danificado, a SS lançou o assalto. O novo SS-Batalhão de Reconhecimento I de Meyer estava constantemente na linha de frente dos combates. Durante a Terceira batalha de Carcóvia, o batalhão de Meyer freqüentemente co-operou a SS-Panzer-Regimento 1 de Max Wünsche, SS-Regimento Panzergrenadier II de Theodor Wisch e com o SS-Terceiro Batalhão Regimento Panzergrenadier II de Joachim Peiper. Estes ad hoc Kampfgruppe foram bastante úteis, correndo de um ponto de crise para outro, resgatando tropas capturadas alemãs e capturando oficiais soviéticos. O batalhão de Meyer capturou o pessoal de comando inteiro de uma divisão soviética perto Jeremejewka e Aleksandrowka.
Na fase final da captura de Carcóvia, o objetivo do Leibstandarte era capturar a enorme praça central, chamada Praça Vermelha. Meyer, Wünsche e Peiper comandavam o Kampfgruppen que tinha a responsabilidade de capturar a cidade. Meyer levou rapidamente seu batalhão à praça, capturando parte dela, antes de serem bloqueados pelos soviéticos. Meyer e seus granadeiros prepararam o terreno contra as forças soviéticas superiores, até que foram aliviados pelo Kampfgruppe de Peiper, em 13 de março. Juntamente com o Kampfgruppe de Peiper e o resto do regimento de Teddy Wisch, o batalhão Meyer finalmente capturaram o centro da cidade depois de uma luta desesperada e sangrenta. Em homenagem a esta ação, a Praça Vermelha foi renomeada Platz der Leibstandarte.

### Normandia e as batalhas em torno de Caen
Em 6 de junho de 1944 os aliados lançaram a Operação Overlord a invasão anfíbia da França, que abriu o tão esperado Fronte Ocidental.

## Resumo da carreira na SS

### Datas de classificação
- SS-Sturmführer: 10 de julho de 1932
- SS-Obersturmführer: 10 de março de 1935
- SS-Hauptsturmführer: 12 de setembro de 1937
- SS-Sturmbannführer: 01 de setembro de 1940
- SS-Obersturmbannführer: 09 de novembro de 1942
- SS-Standartenführer: 21 de junho de 1943
- SS-Oberführer: 01 de agosto de 1944
- SS-Brigadeführer und Generalmajor der Waffen-SS: 01 de setembro de 1944